# Eoin Ryan junior

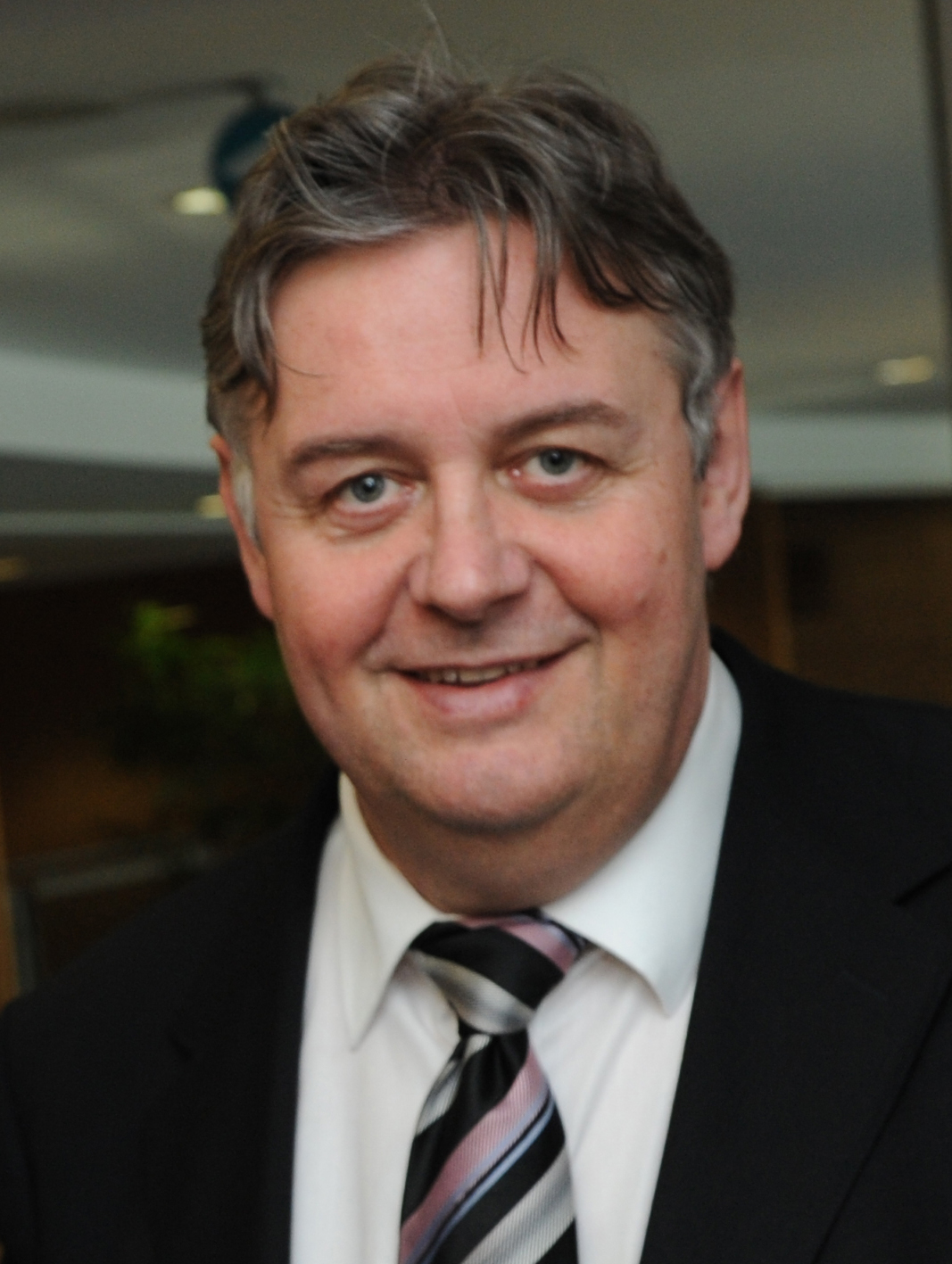
Eoin Ryan junior, 2009

Eoin Ryan junior (irisch Eoin Óg Ó Riain, * 24. Februar 1953 in Dublin) ist ein irischer Politiker (Fianna Fáil). Sein Vater ist der Politiker Eoin Ryan senior.
Ryan wurde 1985 erstmals in den Stadtrat von Dublin (Dublin City Council) gewählt. 1989 erfolgte seine Wahl in den Seanad Éireann. Dem Seanad Éireann gehörte er bis November 1992 an, als er in den 27. Dáil Éireann gewählt wurde. Während des 28. Dáil Éireann bekleidete Ryan vom 1. Februar 2000 bis zum 6. Juni 2002 den Posten des Staatsministers für kommunale Entwicklung mit Zuständigkeit für die Nationale Drogenstrategie.
Im Juni 2004 wurde Ryan in das Europäische Parlament gewählt. Infolgedessen trat er im Mai 2007 nicht mehr bei den Wahlen zum 30. Dáil Éireann an und schied somit aus dem irischen Unterhaus aus. Als Mitglied des Europäischen Parlaments gehörte er der Fraktion Union für ein Europa der Nationen an. Bei den Europawahlen 2009 konnte er sein Mandat nicht verteidigen.